# Teskere
Der Teskere (tezkere / تذكيره / teẕkīre / ‚Billet, Note, Erlaubnisschein‘) war im Osmanischen Reich ein Papier, das von den Behörden offiziell ausgestellt wurde.
Der Teskere diente verschiedenen Zwecken, so beispielsweise der Gewerbeerlaubnis oder der Erlaubnis zu Reisen ins Innere des Landes. Somit kann der Teskere als Vorgänger des Gewerbeerlaubnisscheins und des Reisepasses der Türkei angesehen werden.
Teskere-dschi wurde der Notar und erste Sekretär des Großwesirs und des Ersten Ministers genannt.